# Крейзі
«Крейзі» — кінофільм режисера Барбари Коппл, що вийшов на екрани в 2005 році.

## Зміст
Еллісон й Емілі з багатого району тусуються в місцевій «банді», одного разу вирішують посилити відчуття в Східному Лос-Анжелесі — районі справжніх міських гангстерів!.. Вони отримали там все, чого бажали. Окрім другого шансу.

## Ролі
| Актор                | Роль        |
| -------------------- | ----------- |
| Енн Гетевей          | Елісон Ленг |
| Біжу Філліпс         | Емілі       |
| Ширі Епплбі          | Аманда      |
| Майкл Б'єн           | Стюарт Ленг |
| Джозеф Гордон-Левітт | Сем         |
| Метью О'Лірі         | Ерік        |
| Фредді Родрігес      | Гектор      |
| Лора Сан Джакомо     | Джоана Ленг |
| Майк Фогель          | Тобі        |
| Реймонд Крус         | Чіно        |
| Ченнінг Тейтум       | Нік         |
| Джош Пек             | Джош Рубін  |
| Мануель Охеда        | Рікардо     |
| Франсіско Гатторно   | Луїс Хосе   |

## Знімальна група
- Режисер — Барбара Коппл
- Сценарист — Стівен Гейган, Джессіка Каплан
- Продюсер — Стюарт Холл, Джон Моріссей, Джек Ф. Мерфі
- Композитор — Кліфф Мартінес